# ジャバニーズ

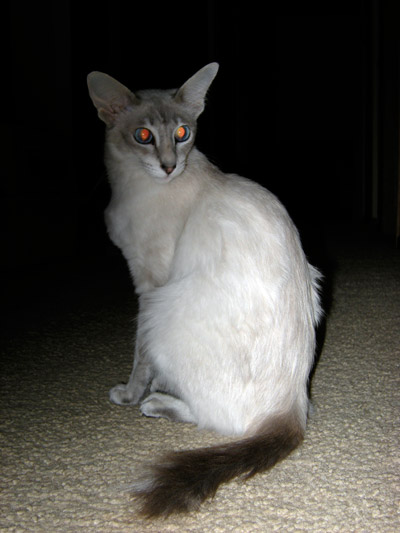
ジャバニーズ。

ジャバニーズ（英語: Javanese）はネコの品種のひとつ。原産国はアメリカ合衆国。

## 特徴
短毛種である。頭は直線的でくさび型。脚は細くて長い。目はつり上がり気味のアーモンド型で、色はブルー。このようにシャム猫と同じ特徴を持つが、毛色と毛の長さは異なる。
原産国であるアメリカでもあまり見られない珍しい種類である。

## 性格
甘えん坊で、飼い主によくじゃれる。

## 飼育
飼い主によく懐き、飼いやすい猫とされる。